# Giuseppe Guarneri

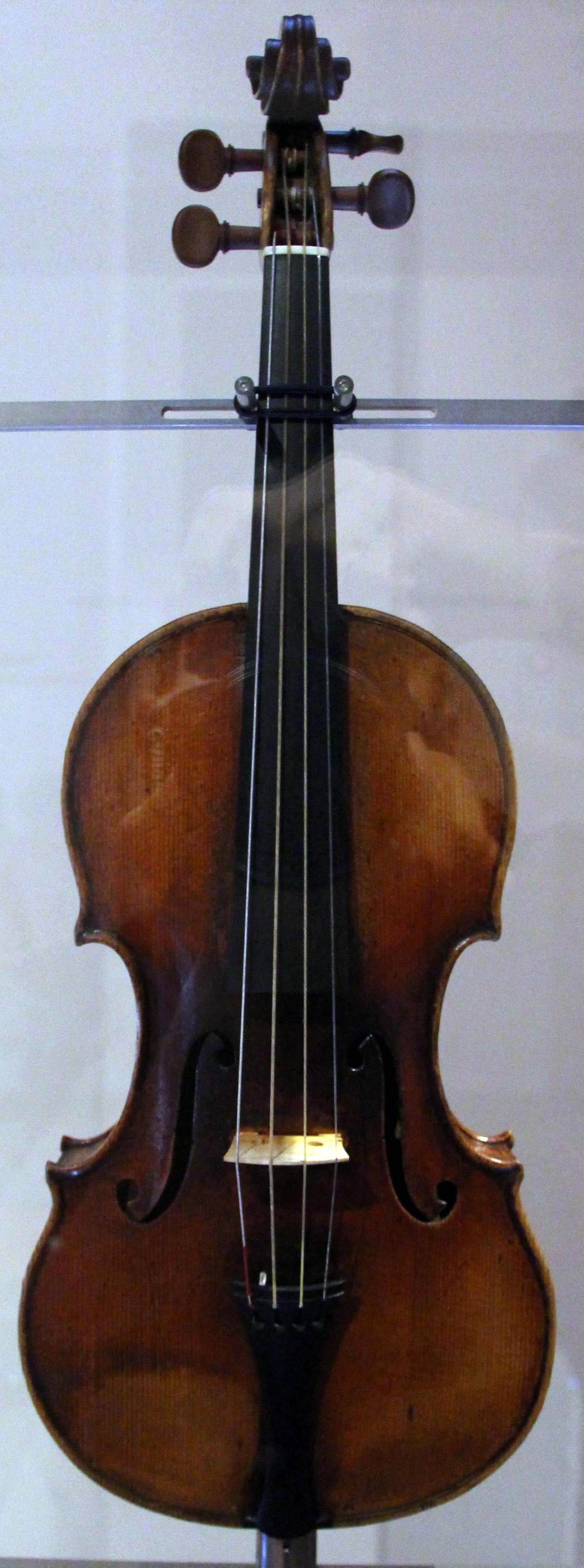
Violin tillverkad av Giuseppe Guarneri.

Bartolomeo Giuseppe Antonio Guarneri (även känd som Guarneri del Gesù), född 21 augusti 1686 i Cremona, död 17 oktober 1745, var den främste fiolbyggaren i familjen Guarneri. Det sägs att han lärde sig hantverket från Antonio Stradivari, men Giuseppe Guarneris instrument liknar mer de byggda av Giuseppe Giovanni Battista Guarneri. Detta tyder på att Giuseppe Giovanni Battista Guarneri var Giuseppe Guarneris lärare. Instrumenten byggda av Giuseppe Guarneri anses, tillsammans med de byggda av Antonio Stradivari, vara de finaste stränginstrument som någonsin tillverkats.
Fiolen till höger var Paganinis favoritinstrument. Den kallas "Il Cannone" och förvaras i Genua.